# Rocky (videogioco 1987)
Rocky è un videogioco di boxe uscito per la console a 8 bit Sega Master System nel 1987. Si tratta del secondo videogame tratto dalla popolare serie di film dedicati alla figura di Rocky Balboa.

## Modalità di gioco
Il giocatore impersona Rocky che affronta, in incontri di pugilato, i seguenti avversari: Apollo Creed, Clubber Lang e Ivan Drago.
Gli incontri si svolgono sulle 15 riprese, con un livello crescente di difficoltà a seconda dell'avversario, e differenti strategie da adottare per vincere i match.
Il gioco include anche una modalità a due giocatori dove il secondo giocatore può scegliere di impersonare uno degli avversari di Rocky, mentre il primo giocatore deve controllare per forza Balboa.

## Accoglienza critica
Nel 1988 Computer Gaming World scrisse che Rocky aveva "la grafica più strabiliante" che si potesse ottenere all'epoca.